# Arboridia alpestris
Arboridia alpestris är en insektsart som först beskrevs av Ribaut 1959.  Arboridia alpestris ingår i släktet Arboridia och familjen dvärgstritar.
Artens utbredningsområde är Frankrike. Inga underarter finns listade i Catalogue of Life.